# Ajuntament de Cabrera de Mar
L'Ajuntament de Cabrera de Mar és una obra noucentista de Cabrera de Mar (Maresme) inclosa a l'Inventari del Patrimoni Arquitectònic de Catalunya.

## Descripció
Edifici de tres cossos. El cos central, més elevat, té teulada a dues vessants i un rellotge al centre de la part superior de cadascuna de les façanes principals. En aquest cos, dividit en tres plantes, baixos i dos pisos, hi ha les dependències de l'Ajuntament: alcaldia, despatxos, sala de juntes, etc. Una porxada amb tres arcades dona accés a la planta baixa. A ambdós cossos laterals, d'una sola planta, hi ha els locals de les Escoles Municipals.

## Història
Construït per l'arquitecte Bassegoda vers l'any 1928. Es pagà a terminis, fins a l'any 1956.